# Praepapilio
Praepapilio là một chi đã tuyệt chủng bướm đuôi én từ giữa Eocene thu thập được ở các khoáng vật ở Colorado, Hoa Kỳ. Rất ít hóa thạch loài này được tìm thấy và nay được xem là đại diện hóa thạch của phân họ Praepapilioninae.